# محمد صبحي
محمد صبحي (3 مارس 1948 -)، ممثل ومؤلف ومخرج مسرحي مصري ولد في القاهرة.

## طفولته وتعليمه
عندما كان طفلاً صغيرًا كان يعيش مع أسرته في منطقة أرض شريف بالقرب من شارع محمد علي والذي كان يطلق عليه شارع الفن، حيث كان يوجد به العديد من المسارح ودور السينما والملاهي الليلية، وكان منزل أسرته يقع أمام دارين شهيرين للسينما هما سينما الكرنك وسينما بارادى الصيفي. وكانت هذه فرصة جيدة للطفل الصغير ليتابع جميع الأفلام التي تعرض بهما، كما كان والده يمتلك ماكينة لعرض الأفلام فكان يشاهد من خلالها العديد من أفلام الباليه الراقصة.
تخرج من المعهد العالي للفنون المسرحية قسم التمثيل والإخراج بتقدير امتياز عام 1970م مما أهله للعمل كمعيد بالمعهد، ولكنه ترك التدريس وأسس «استوديو الممثل» كممثل ومخرج، واشترك معه رفيق رحلته الفنية الكاتب المسرحي لينين الرملي دفعته في التخرج.

## مسيرته الفنية
في عام 1968 بدأ صبحي العمل في أدوار صغيرة ككومبارس في العديد من المسرحيات أمام العديد من الفنانين المشاهير مثل صلاح منصور، فؤاد المهندس، حسن يوسف، محمد عوض، محمد نجم ومحمود المليجي، عبد المنعم مدبولي.
في عام 1980 كون صبحي فرقة «ستوديو 80» مع صديقه لينين الرملي، ليشهد الوسط المسرحي مولد ثنائي شاب دارس للمسرح، ولديه رغبة في إثبات الذات، فقد نجح الثنائي لينين كاتبًا وصبحي ممثلاً ومخرجًا في أغلب الأوقات في تقديم مجموعة من أنجح مسرحيات هذه الفترة، مماجعل البعض يرى فيهما امتدادًا للثنائي نجيب الريحاني وبديع خيري، ومن بين العروض التي قدماها في تلك الفترة «الجوكر»، «أنت حر»، «الهمجي»، «البغبغان»، «تخاريف».

### التلفزيون
بدأت علاقة صبحي بالتلفزيون منذ أن قدم مسلسل «فرصة العمر» في منتصف السبعينيات، ابتعد عنه بعدها، مسلسل كيمو الذي يتكلم عن مشاكل التعليم في مصر ليعود في عام 1984 من خلال مسلسله الشهير «رحلة المليون» بجزئية الأول والثاني، والذي حقق نجاحًا ملموسًا وقت عرضه وما زال، وفي بداية التسعينات قدم مسلسل «سنبل»، وفي عام 1994 بدأ صبحي في تقديم شخصية «ونيس» من خلال مسلسل حمل اسم «يوميات ونيس» في ثمانية أجزاء، عرض من خلالها هموم الأسرة العربية وما يصادفها من عقبات أثناء تربيتها لأبنائها، وفي منتصف الألفية الجديدة قدم عدة مسلسلات أهمها «فارس بلا جواد» ومسلسل «رجل غني فقير جدا» وفي عام 2009 عاد الفنان القدير محمد صبحي لشخصية (ونيس) ويقدم الجزء السادس من خلال مسلسل «يوميات ونيس وأحفاده» وقد أصبح أبناء ونيس متزوجون ولديهم الكثير من الأحفاد ويتحدث المسلسل عن مشاكل وقضايا ومستقبل الأحفاد والأطفال، كما قام بعمل الجزء السابع من المسلسل«ونيس وأيامه» والجزء الثامن «ونيس والعباد وأحوال البلاد»
يصف بعض المسرحيين محمد صبحي بالقائد العسكري أو الدكتاتور الذي يعمل بدقة متناهية لدرجة يراها البعض مبالغًا فيها، صبحي يرى أن الممثل الذي يعمل معه لا بد أن يكون لديه قدرة تحمل واحترام للمواعيد وتقدير للعمل.
ومن أوضح الأمثلة على ذلك أنه في إحدى زياراته لباريس التقى بالدكتور الإنجليزي وليام ويكنجهام الحاصل على الدكتوراه في المسرح المصري، وكان هذا الرجل يعرف كل شيء عن فن صبحي وبداياته وشديد الإعجاب بإسلوبه، فعرض عليه أن يقدم عملين على أشهر مسارح لندن للجاليات العربية مقابل أجر مغر ومنزل وسيارة والعديد من الامتيازات الأخرى ولكن محمد صبحي رفض هذا العرض لأنه كان قد ارتبط مع المخرج جلال الشرقاوي شفهيا بدون توقيع أي عقود لتقديم مسرحية «الجوكر» بالقاهرة، رفض صبحي أن يتخلى عن وعده من أجل الإغراءات المادية.

## حياته الخاصة
تزوج الممثلة الراحلة نيفين رامز (من أسرة رضا) ولديه من الأولاد كريم (مهندس كمبيوتر) ومريم (خريجة تجارة إنجليزي) و عمر ( طبيب بيطري)

## أعماله المسرحية المشهورة
| المسرحية                                 | الدور                                                         | بطولة                                                                                      | تأليف                                                                    | إخراج          | السنة                                                |
| ---------------------------------------- | ------------------------------------------------------------- | ------------------------------------------------------------------------------------------ | ------------------------------------------------------------------------ | -------------- | ---------------------------------------------------- |
| هاللو شلبي                               | الطبيب                                                        | عبد المنعم مدبولي وسعيد صالح ومديحة كامل ونظيم شعراوي                                      | يوسف عوف                                                                 | سعد أردش       | 1969                                                 |
| علي بيه مظهر                             | علي مظهر                                                      | عزة كمال ومحمود القلعاوي                                                                   | لينين الرملي                                                             | أحمد بدر الدين | 1976                                                 |
| كومبارس الموسم                           | شلبي درغام                                                    | فريد شوقي وليلى طاهر                                                                       | صلاح طنطاوي                                                              | محمد شعلان     | 1968                                                 |
| انتهى الدرس ياغبي                        | سطوحي                                                         | هناء الشوربجي ومحمود المليجي                                                               | لينين الرملي                                                             | السيد راضي     | 1975                                                 |
| علي بيه مظهر                             | علي مظهر                                                      | عزة كمال ومحمود القلعاوي                                                                   | لينين الرملي                                                             | أحمد بدر الدين | 1976                                                 |
| الجوكر                                   | زكي الدبور - الدكتور حجاب فتح الباب - أيوب الجواهرجي - عطيات) | محمد صبحي وهناء الشوربجي ومحمود القلعاوي                                                   | يسرى الإبياري                                                            | جلال الشرقاوي  | 1979                                                 |
| طبيب رغم أنفه                            | اسكناريل                                                      | ليلى حمادة وحسن حسنى                                                                       | موليير                                                                   | جلال الشرقاوي  | 1982                                                 |
| إنت حر فرقة استديو 80                    | عبده السخن                                                    | شريهان وصلاح عبد الله                                                                      | لينين الرملي                                                             | محمد صبحي      | 1982                                                 |
| موزة و 3 سكاكين                          |                                                               | محمد نجم ونجوى سالم                                                                        |                                                                          |                | 1986                                                 |
| الهمجي                                   | آدم عبد ربه آدم                                               | سعاد نصر وممدوح وافي وهناء الشوربجي                                                        | لينين الرملي                                                             | محمد صبحي      | 1985                                                 |
| البغبغان                                 | حلامبوحه                                                      | جلال الشرقاوي                                                                              | جلال الشرقاوي - جلال غنيم                                                | ماهر ميلاد     | 1984                                                 |
| وجهة نظر                                 | عرفة الشواف                                                   | عبلة كامل وهناء الشوربجي                                                                   | لينين الرملي                                                             | محمد صبحي      | أول مرة علي المسرح 12 يوليو 1989 تصوير 4 فبراير 1993 |
| بالعربي الفصيح                           |                                                               | نخبة من الوجوه الشابة                                                                      |                                                                          | محمد صبحي      | 1992                                                 |
| تخاريف                                   |                                                               | هناء الشوربجي                                                                              | لينين الرملي                                                             | محمد صبحي      | 1988                                                 |
| ماما أمريكا (تنبأ فيها بأحداث 11 سبتمبر) | عايش شحاتة منافع                                              | هناء الشوربجي                                                                              |                                                                          | محمد صبحي      | 1998                                                 |
| عائلة ونيس                               | ونيس أبو الفضل جاد الله عويس المحامي                          | سعاد نصر وجميل راتب                                                                        |                                                                          | محمد صبحي      | 1995                                                 |
| كارمن                                    | المخرج                                                        | سيمون عبد الله مشرف                                                                        | من الأدب الأسباني أعاد صياغتها محمد صبحي                                 | محمد صبحي      | 2000                                                 |
| سكة السلامة 2000                         | قرني                                                          | سيمون                                                                                      |                                                                          | محمد صبحي      | 2000                                                 |
| لعبة الست                                | حسن عاشور أبوطبق                                              | سيمون                                                                                      |                                                                          | محمد صبحي      | 2000                                                 |
| زيارة السيدة العجوز                      | المخرج                                                        | جميل راتب وسناء جميل                                                                       | من أعمال دورينمات وأعاد صياغتها محمد صبحي                                | محمد صبحي      | 1994                                                 |
| هاملت                                    | هاملت                                                         | هناء الشوربجي وأحمد ماهر ونفين رامز                                                        | شكسبير                                                                   | محمد صبحي      | 1977                                                 |
| روميو وجوليت                             |                                                               |                                                                                            |                                                                          |                |                                                      |
| أوديب ملكا                               | المخرج                                                        |                                                                                            | من الأدب اليوناني أعاد صياغتها محمد صبحي                                 |                |                                                      |
| المهزوز                                  | عزوز                                                          | شريهان صلاح عبد الله                                                                       | لينين الرملي                                                             |                | 1981                                                 |
| الثعلب مسرح القصر الثقافي الروسي         | مصطفى                                                         | منى جبر                                                                                    | السيد الشوربجي                                                           | محمد الشال     |                                                      |
| غزل البنات                               | أستاذ حمام                                                    | عبد الرحيم حسن وندى ماهر وأركان فؤاد وشوقي طنطاوي وحازم القاضي                             | من تراث نجيب الريحاني وبديع خيري وأعاد كتابتها وصياغتها الفنان محمد صبحي | محمد صبحي      | 2017                                                 |
| خيبتنا                                   | دكتور يائس                                                    | محمد صبحي وسماح السعيد وسميرة عبد العزيز وندى ماهر                                         | محمد صبحي                                                                | محمد صبحي      | 2019                                                 |
| أنا والنحلة والدبور                      | الأب دسوقي                                                    | سماح السعيد وعبد الرحيم حسن وحازم القاضي وميرنا ذكري والطفلان عبد الرحمن محمود وبيلار أحمد | أيمن فتيحة                                                               | محمد صبحي      | 2020                                                 |

## الأعمال السينمائية
| الفيلم                                            | الدور        | بطولة                                       | تأليف                                                                              | إخراج           | السنة |
| ------------------------------------------------- | ------------ | ------------------------------------------- | ---------------------------------------------------------------------------------- | --------------- | ----- |
| أبناء الصمت.                                      | سمير         | محمود مرسي ونور الشريف وميرفت أمين          | مجيد طوبيا                                                                         | محمد راضي       | 1974  |
| الكرنك.                                           | حلمي         | سعاد حسني وكمال الشناوي ونور الشريف وشويكار | نجيب محفوظ (قصة) وممدوح الليثي (سيناريو وحوار)                                     | علي بدرخان      | 1975  |
| وبالوالدين إحسانا.                                | أكرم         | فريد شوقي وسهير رمزي وسمير صبري             | حسن عبد الوهاب ومحمد مصطفى سامي (قصة) وحسن الإمام ومحمد مصطفى سامي (سيناريو وحوار) | حسن الإمام      | 1976  |
| أين المفر.                                        | عباس         | سهير رمزي ومحمود ياسين                      | حسين عمارة (مؤلف) ومصطفى محرم (سيناريو وحوار)                                      | حسين عمارة      | 1977  |
| أونكل زيزو حبيبي                                  | زيزو         | بوسي وكوكا وإبراهيم سعفان                   | يسري الإبياري (قصة) وعبد الحي أديب (سيناريو) وبهجت قمر (حوار)                      | نيازي مصطفى     | 1977  |
| وراء الشمس.                                       | وليد         | رشدي أباظة ونادية لطفي وشكري سرحان          | حسن محسب                                                                           | محمد راضي       | 1978  |
| فيفا زلاطا.                                       |              | فؤاد المهندس                                |                                                                                    |                 | 1976  |
| العبقري خمسة.                                     | محمود        | إلهام شاهين                                 | سمير عبد العظيم                                                                    | أحمد ياسين      | 1985  |
| هنا القاهرة.                                      | سنوسي        | سعاد نصر                                    |                                                                                    | محمد عبد العزيز | 1985  |
| الجريح.                                           | عصام الهلالي | فريد شوقي وليلى علوي                        | مدحت السباعي/ عن رواية الأبله (The Idiot) لدوستويفسكي                              | مدحت السباعي    | 1985  |
| علي بيه مظهر و40 حرامي.                           | علي مظهر     | سمية الألفي                                 | لينين الرملي                                                                       | أحمد ياسين      | 1985  |
| درب الفنانين.                                     | يُسرِى         | معالي زايد                                  | يوسف فرنسيس                                                                        |                 | 1980  |
| محامي تحت التمرين.                                | منصف         | إلهام شاهين وحسين الشربينى والمنتصر بالله   | لينين الرملي                                                                       | عمر عبد العزيز  | 1986  |
| بلاغ ضد امرأة.                                    | أمجد         | محمود ياسين وبوسي وممدوح وافي               |                                                                                    | أحمد السبعاوي   | 1986  |
| رجل بسبع أرواح (دراما نفسية).                     |              |                                             | مدحت السباعي                                                                       |                 | 1987  |
| الفلوس والوحوش.                                   | آدم          | مديحة كامل                                  | أبو أسامة إسماعيل                                                                  | أحمد السبعاوي   | 1988  |
| إحنا اللي سرقنا الحرامية.                         |              |                                             |                                                                                    |                 | 1989  |
| العميل رقم 13.                                    | شريف         | صابرين - نبيل الحلفاوي                      | محمود فهمي                                                                         |                 | 1989  |
| الشيطانة التي أحبتني.                             | صلاح         | لبلبة                                       | حسام حازم                                                                          | سمير سيف        | 1990  |
| المأمور.                                          |              |                                             |                                                                                    |                 | 1990  |
| آدم بدون غطاء (قصة تعتمد على الخيال والفانتازيا). |              | نيللى                                       |                                                                                    |                 | 1990  |
| حالة مراهقة.                                      |              | فؤاد المهندس                                | فوزى عيد (قصة) ووصفى درويش (سيناريو وحوار)                                         | سيد طنطاوى      | 1990  |
| بطل من الصعيد.                                    | جابر         |                                             | حسين أبو شبيكة                                                                     | شريف حمودة      | 1991  |
| المشاغب ستة.                                      | ستة          |                                             | سمير عبد العظيم                                                                    | محمد نبيه       | 1991  |

## الأعمال التليفزيونية
| المسلسل             | الدور            | بطولة                                        | تأليف                 | إخراج                      | السنة     |
| ------------------- | ---------------- | -------------------------------------------- | --------------------- | -------------------------- | --------- |
| فرصة العمر          | الأستاذ علي      | حسن عابدين - زوزو نبيل - هادي الجيار         | لينين الرملي          | أحمد بدر الدين             | 1976      |
| كيف تخسر مليون جنيه |                  | عادل إمام - نبيلة عبيد - يوسف وهبي           |                       |                            | 1978      |
| كيمو                | كيمو             | شيرين                                        | محمود طوسون           | نور الدمرداش               | 1979      |
| رحلة المليون        | سنبل             | سمية الألفي - سعاد نصر - زوزو نبيل           | أحمد عوض              | أحمد بدر الدين             | 1984      |
| سنبل بعد المليون    | سنبل             | هناء الشوربجي - شهيرة - شعبان حسين           |                       |                            | 1987      |
| يوميات ونيس         | ونيس أبو الفضل   | سعاد نصر - جميل راتب - هدى هاني              | محمد صبحي - مهدي يوسف | محمد صبحي - أحمد بدر الدين | 1994-2011 |
| شملول               | شملول            | عزت أبو عوف - ميرنا المهندس - محمد أبو داوود | محمد صبحي             | أحمد بدر الدين             | 1999      |
| فارس بلا جواد       | حافظ نجيب        | شعبان حسين - سيمون - هناء الشوربجي           | محمد صبحي             | أحمد بدر الدين             | 2003      |
| ملح الأرض           | عامر على عمران   | هناء الشوربجي - مجدي صبحي - وفاء عامر        | أحمد الغيطي           | خيري بشارة                 | 2004      |
| أنا وهؤلاء          | سلسبيل           | داليا مصطفي - هناء الشوربجي - مها أبو عوف    | محمد صبحي             | عصام شعبان                 | 2005      |
| عايش في الغيبوبة    | عايش شحاتة منافع | مها أبو عوف - عزت أبو عوف - محمد أبو داوود   | محمد صبحي             | محمد صبحي                  | 2006      |
| رجل غني فقير جداً    | محروس محفوظ      | وفاء صادق - يوسف داود - هناء الشوربجي        | محمد صبحي             | محمد صبحي                  | 2007      |

## جوائز وتكريم
- جائزة الدكتورة سعاد الصباح للأبداع الفكرى 1991
- تكريم وشهادة تقدير مهرجان المسرح العربى بتونس 1994
- جائزة أحسن ممثل أوسكار 1996
- جاءزة المركز الكاثوليكى المصرى للسينما 1996
- جاءزة أحسن ممثل اتحاد الأذاعة والتلفزيون 1998
- جائزة أحسن ممثل مسرحى أوسكار 1998
- جائزة أحسن ممثل ومخرج (عيد الفن) 1998
- الأسد الذهبى أحسن ممثل ومخرج 1999
- شهادة تكريم كرائد لحركة المسرح التجريبى من مهرجان المسرح التجريبى بالقاهرة 1999
- جائزة رجل العام الفرعونى للفن (أخبار النجوم) 1999
- جائزة الأسد الذهبى أحسن ممثل ومخرج 2000
- أوسكار الشرق الأوسط الفارس الذهبى أحسن مخرج 2001
- أوسكار المثقف المصري التلفزيون المصري 2003
- تكريم من مهرجان السينما بالأسكندرية 2003
- تكريم الفنان القدوة جامعة المنصورة 2005
- تكريم من مهرجان الفجيرة الإمارات العربية 2005
- تكريم مهرجان الفيلم الدولي لسينما الشباب 2006
- تكريم من محافظة الفيوم الفنان المثالي 2006
- تكريم الريادة من جامعة عين شمس 2007
- تكريم كرائد المسرح العربي من جامعة العريش. 2008
- تكريم من المركز الثقافى الكاثوليكي أحسن ممثل ومخرج لعام 2009
- تكريم مهرجان الإعلام العربي بالقاهرة في الدورة 2010
- تكريم الدوحة عاصمة الثقافة العربية بإسم فارس المسرح العربى 2010
- تكريم مهرجان أيام الشارقة المسرحية فارس المسرح العربى. مارس 2011
- تكريم من البحرين جائزة سمو الشيخ عيسى بن علي للعمل التطوعي 2011
- الدكتوراة الفخرية من الكلية الأمريكية بكاليفورنيا 9 يناير 2013
- جائزة مؤسسة النجوم السعودية. 4 مارس 2013
- الماجستير الفخري من كلية كامبريدج البريطاني 7 مارس 2013
- تكريم جامعة 6 أكتوبر 10 مارس 2013
- تكريم من كلية دار العلوم جامعة القاهرة والعميد دكتور عبد الراضي محمد عبد المحسن أثناء تكريم رموز الثورة الشعبية 30 يونيو والاحتفال بإنقاذ وطن وقد قال الفنان محمد صبحي كلمة نيابة عن المكرمين في هذه الاحتفالية وتم تكريمه بتاريخ يوم الأحد 4 يوليو 2022

## الأعمال السياسية الاجتماعية
للفنان محمد صبحي وجهات نظرية سياسية واجتماعية عديدة وقد قام بتقديم عمل حملة المليار بالتعاون مع الإعلامي عمرو الليثي من أجل القضاء علي العشوائيات الموجودة بمصر.

## إثارته للجدل
أثار محمد صبحي جدلًا واسعًا على مواقع التواصل الاجتماعي، بعد تصريحات له عن شكل كوكب الأرض. وقال صبحي في برنامج تلفزيوني، إنّ هناك معلومات "تقول إن الشهور المقبلة ستكون فيها خطورة مناخية، كما أنّ الأبحاث أثبتت أنّ الأرض ليست كروية، وأنّ هناك مساحات هائلة، وأنّ نهاية الأرض ليست عند القطبين الشمالي والجنوبي".
وردًا على الردود العلمية التي صدرت عن عدد من مراكز الأبحاث والعلماء، أشار صبحي في منشور على حسابه بـ"فيسبوك"، إلى أنّه خلال المقطع المتداول "كان يسخر من الأبحاث التي وصلت والتي أكدت أنّ الأرض مسطحة وليست كروية". وقال صبحي: "أنا لست جيولوجيًا ولا جغرافيًا وليس لي دراسات في هذا الأمر، وتعلمت ودرست أن الأرض كروية، ولكن لا بدّ من وجود من يتصيّد ما هو مخالف لحواري".

## وصلات خارجية
- محمد صبحي على موقع IMDb (الإنجليزية)
- محمد صبحي على موقع قاعدة بيانات الأفلام العربية
- محمد صبحي على موقع قاعدة بيانات الفيلم (الإنجليزية)
- محمد صبحي على موقع كينوبويسك (الروسية)